# Персијско царство
Персијско царство је било серија владарских династија са седиштем у Персији (сада Иран), са границама које укључивале и проистекле је из тог језгра. Прва од њих је основана пре више од 2.500 година, 550. године п. н. е, али владавина династије са седиштем у том региону била је одсутна у периоду од 850 година, од 651. до 1501. године.
Династије које се рачунају као Персијско царство су: 
- Ахеменидско царство (550—330. п. н. е), још познато као „Прво персијско царство“ или „Староперсијско царство“,
- Селеукидско царство
- Партско царство (247. п. н. е—224. н. е), још познато „Арсакидско царство“,
- Сасанидско царство (224—651), још познато као „Друго персијско царство“ или „Новоперсијско царство“,
- Историја Ирана под: 
  - Сафавидима (1501—1736)
  - Авшаридима (1736—1796)
  - Зандима (1750—1794)
  - Каџарима (1785—1925)
  - Пахлавима (1925—1979)